# Priesterseminar St. Petrus (Berlin)
Koordinaten: 52° 31′ 40,1″ N, 13° 20′ 6,9″ O
Das Priesterseminar St. Petrus des Erzbistums Berlin ist ein sogenanntes Pastoralseminar, in dem die Berliner Priesterkandidaten den letzten Abschnitt ihrer Ausbildung vor der Priesterweihe absolvieren.
Die Priesteramtskandidaten des Erzbistums Berlin studieren in der Regel zuvor, nachdem sie ein einjähriges Theologisches Propädeutikum im Priesterseminar Bamberg absolviert haben, im Priesterseminar St. Georgen in Frankfurt am Main und setzen ihr Studium nach einem „Externitas“ genannten Auswärtsjahr im Priesterseminar Erfurt fort. Die Priesteramtskandidaten des Neokatechumenalen Weges hingegen studieren  Philosophie und Theologie im Priesterseminar Redemptoris Mater in Berlin-Biesdorf.
Nach dem Abschluss des Theologiestudiums bereiten sich alle Kandidaten im dreijährigen Pastoralkurs gemeinsam im Priesterseminar St. Petrus auf die Diakonats- und Priesterweihe und die Tätigkeit in der Seelsorge vor.
Untergebracht ist das Seminar seit 2006 im Dominikanerkloster St. Paulus im Berliner Ortsteil Moabit. Aus dem Seminar gingen im Juni 2014 vier Neupriester, im Juni 2019 drei Neupriester hervor. Außerdem wird das Seminar auch für die Weiterbildung der jüngeren Priester des Erzbistums genutzt.

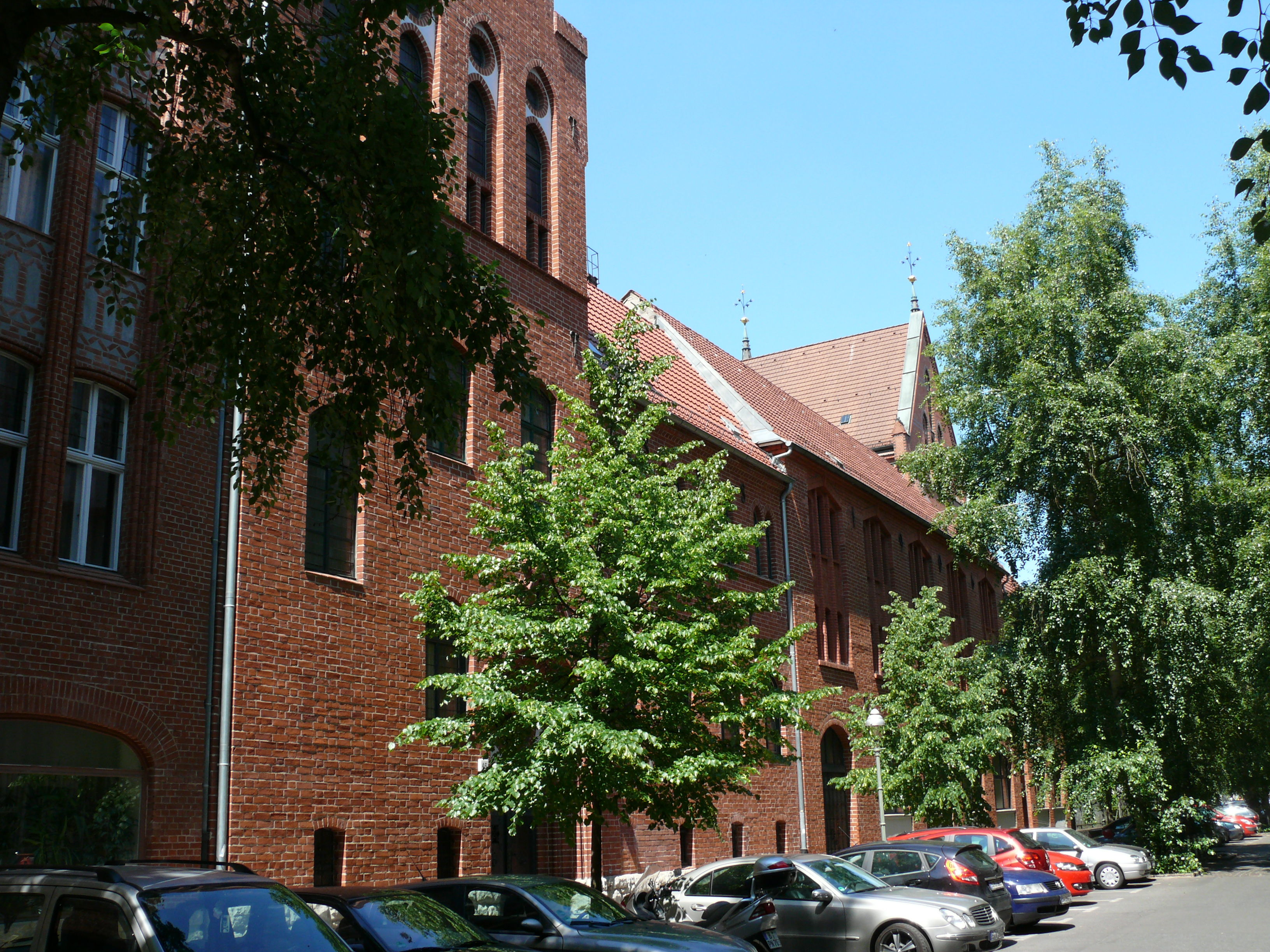
Dominikanerkloster und Priesterseminar in Berlin-Moabit